# Savelli (famiglia)

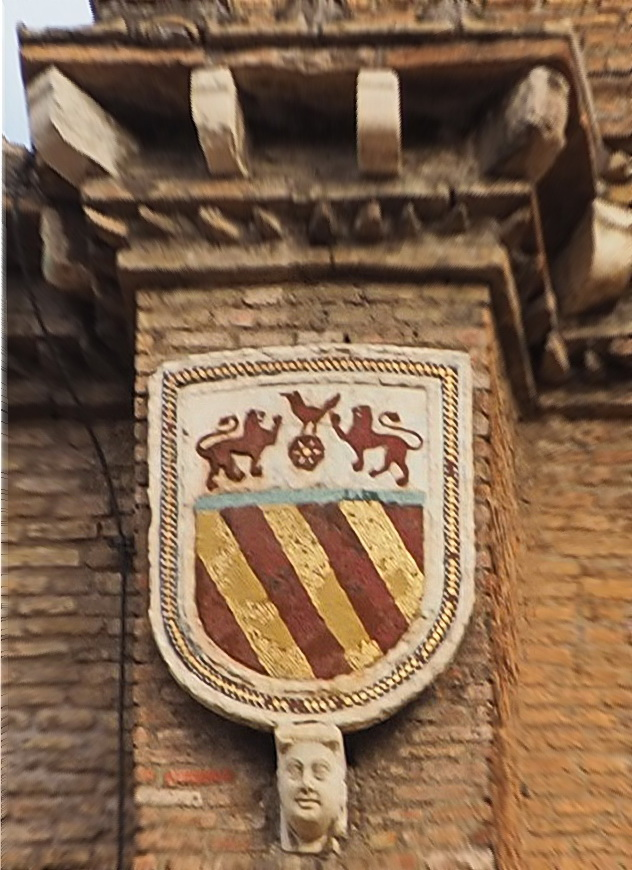
Stemma dei Savelli sulla porta verso il Campidoglio di Santa Maria in Aracoeli

I Savelli (in principio anche Sabelli) sono stati un'antichissima e nobile famiglia di rilievo centrale nella storia di Roma dal medioevo fino al XVIII secolo.
Dominarono la città in rivalità con la prima generazione di grandi casate romane, i Colonna, gli Orsini, i Caetani e gli Annibaldi, venendo poi adombrata dall'emergere della seconda generazione rappresentata dalle famiglie Chigi, Borghese, Barberini, Doria Pamphili e Sforza Cesarini. A queste, in eredità dalle ultime esponenti femminili o per cessione, ha trasmesso cariche, feudi, palazzi e collezioni in seguito all'estinzione dei suoi rami principali. Sul finire del XIV secolo, infatti, si divise nei rami dei Savelli di Albano, di Ariccia, di Rignano e di Palombara, in cui si estinse con il principe Giulio il 5 marzo 1712.
Il ramo dei Giannuzzi Savelli ebbe origine da Giannozzo, figlio di Antonello Savelli di Albano, da cui il cognome patronimizzato in Giannuzzi Savelli, condottiero nel regno di Napoli al seguito di Re Ladislao di Durazzo nel XIV secolo. Questo ramo si divise in due linee: la prima dei Baroni di Pietramala e Patrizi di Cosenza è ancora fiorente, la seconda dei Principi di Cerenzia si estinse in Casa Paternò, che ne assunse i titoli.    
La famiglia vanta due sommi pontefici, Onorio III e Onorio IV (altri tre papi, San Benedetto II, San Gregorio II ed Eugenio II, vissuti tra il VII e il IX secolo, pur appartenenti alla famiglia sono privi di documentata continuità genealogica), innumerevoli cardinali, vescovi, senatori e condottieri. Nel 1270 ebbe la carica di Maresciallo di Santa Romana Chiesa (nella persona di Luca Savelli) e custode perpetuo del Conclave, la più prestigiosa conferibile ad una casata da parte di un Pontefice (quella di Principe assistente al Soglio Pontificio sarebbe sorta solo agli inizi del XVI secolo), carica ereditaria dal 1352 e poi trasmessa ai Chigi nel 1712 a causa dell'estinzione dei rami principali della famiglia. Ebbe altresì il privilegio della giurisdizione sulla Corte Savella, il Tribunale competente a giudicare i reati commessi dai civili, che da lei prese nome.
La detenzione perpetua di entrambe queste cariche istituzionali, unica nella storia, e l'eccezionale numero di papi, cardinali, vescovi e condottieri configurano la nobile famiglia Savelli come forse quella più strutturalmente connessa con il potere e le istituzioni di Roma in tutta la storia della Chiesa.

## Storia

### Origini
Le origini della famiglia si perdono nella leggenda, i Sabelli erano una delle tribù laziali che contribuirono alla formazione di Roma e si narra fossero discendenti da Aventino, re degli Albani, alleato di re Latino contro Enea. Secondo alcuni genealogisti, erano dei Sabelli o Savelli i papi San Benedetto II e San Gregorio II, vissuti tra il VII e l'VIII secolo, il martire sardo San Gavino, nonché il Papa Eugenio II (IX secolo) il quale, come attestato dal liber pontificalis era originario di Roma ("natione romanus").

### Onorio III papa

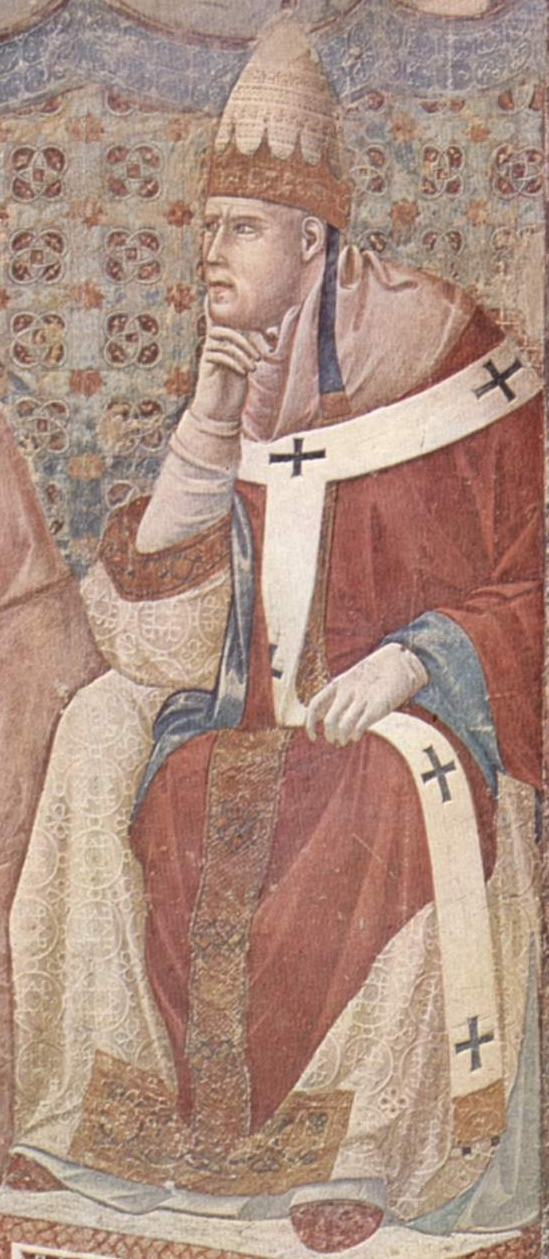
Particolare della Predica davanti a Onorio III, affresco di Giotto nella Basilica superiore di San Francesco d'Assisi.

Da documentazione certa risulta che i canonici di S. Maria in Trastevere concessero in enfiteusi (1116) il castello di Rignano, che fu dei Savelli, a Pierguidone, fratello di Cencio, da cui forse nacque Aimerico o Almerico, primo membro della famiglia da cui origina genealogia documentata ininterrotta: questi, affermatosi nel patriziato romano, fu padre di Cencio, detto Cencio Camerario per essere stato da cardinale il camerario dei papi Clemente III e di Celestino III, ed eletto Papa col nome di Onorio III (1216-26). A lui si deve la storica bolla pontificia "Solet annuere" con cui San Francesco d'Assisi ebbe definitivamente approvata (bullata) la sua Regola (evento raffigurato in un affresco di Giotto nel ciclo della Basilica Superiore di Assisi), e fu lui ad incoronare a Roma Federico II di Svevia quale Imperatore del Sacro Romano Impero.
Le grandi fortune della famiglia sono dovute al nipote di Onorio III, Luca Savelli (sec. XIII) che fu senatore di Roma. Alla morte dello zio pontefice, Luca non esitò a parteggiare per Federico II contro il nuovo Papa Gregorio IX. La disinvolta scelta di campo operata da Luca Savelli fruttò alla famiglia diversi benefici materiali, fra cui alcuni feudi nella diocesi suburbicaria Sabina. Fu il primo maresciallo di Santa Romana Chiesa a partire dal 1270 o dal 1274.
Il fratello di Luca, Pandolfo (sec. XIII), fu podestà di Viterbo (1275), partecipò alle lotte tra Bonifacio VIII e i Colonna e fu senatore.

### Onorio IV papa

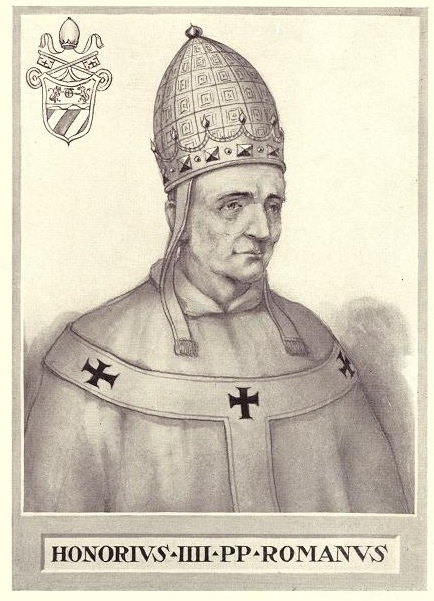
Papa Onorio IV

Nel giro di una generazione un nuovo Savelli salì al soglio pontificio, Giacomo figlio di Luca e di Vanna Aldobrandeschi, che prese il nome di Onorio IV (1285-1287). Sotto il suo pontificato, oltre ad aumentarsi il potere e le ricchezze della famiglia, Roma e lo Stato della Chiesa godettero di un periodo di tranquillità come non accadeva da diversi anni. Onorio IV ebbe la soddisfazione di ridimensionare il più potente e ostinato nemico dell'autorità papale, il conte Guido da Montefeltro, che per molti anni aveva resistito alle truppe pontificie.
Nel testamento che Onorio IV, ancora cardinale, fece nel 1279, la fortuna della famiglia appare già costituita dai possessi di Albano, Castel Savello, Castel Gandolfo, Castrum Leonis (in Sabina), Castrum Faiolae, Castrum Arignani, Cesano (vicino a Civita Castellana), Scrofano, Turrita (Nepi), Palombara, Castelleone e Monteverde in Sabina. A Roma i Savelli possedevano il palazzo di Santa Sabina, abitato da Onorio III e da Onorio IV, le proprietà esistenti su quello che è l'odierno vicolo Savelli, in Parione. Per molte generazioni gli eredi di Onorio IV continuarono a dare lustro alla famiglia e ad aumentarne i possedimenti a Roma e nel Lazio. Nel 1368 acquistarono dai Pierleoni la fortificazione costruita sul Teatro di Marcello, poi nota come Monte Savello che fecero ricostruire su progetto di Baldassarre Peruzzi all'inizio del XVI secolo. L'edificio attuale fu poi riedificato di nuovo dagli Orsini nel XVIII secolo. Nella Basilica di Santa Maria in Aracoeli sul Campidoglio era la cappella con le tombe di famiglia, tra cui quella di papa Onorio III ad opera di Arnolfo di Cambio, così come ne avevano nella Chiesa di S. Alessio sull'Aventino. Giovanni Battista Savelli, il 7 agosto 1352 fu nominato maresciallo di Santa Romana Chiesa da papa Innocenzo VI, che rese da allora tale carica ereditaria in favore dei Savelli insieme alla custodia del conclave, che unitamente alla giurisdizione del tribunale detto Corte Savella (soppresso poi da Innocenzo X), fruttava alla casata pingui rendite.

### XIV secolo
Nel XIV secolo i Savelli pur strettamente imparentati con gli Orsini, parteggiarono insieme ai Colonna contro Bonifacio VIII, ma nel periodo avignonese, con Giacomo, senatore e vicario di Roberto d'Angiò (1305-1375) e Giovanni suo figlio, anch'esso vicario di re Roberto e maresciallo della Chiesa nel 1352, la famiglia appare ormai definitivamente legata alla curia pontificia in seno alla quale contò numerosi cardinali. Da Renzo, pronipote di Giovanni, originarono i quattro diversi rami in cui si divise la famiglia: dei signori di Rignano, di Ariccia, di Albano, di Palombara, oltre quello cadetto dei Giannuzzi Savelli. Del primo ramo fu iniziatore Paolo Savelli (Roma, 1350 – Padova, 3 ottobre 1405), capitano al soldo di Carlo III, poi di Gian Galeazzo Visconti, infine delle truppe veneziane, per le quali morì ferito in battaglia nel 1405 nei pressi di Padova. Per lui la Repubblica di Venezia commissionò e fece erigere un monumento funebre nella Basilica di Santa Maria Gloriosa dei Frari a Venezia, il primo che la Serenissima abbia mai dedicato ad un condottiero. La sua discendenza ebbe fine con Luca dopo la metà del XVII secolo. Anche i rami di Ariccia e di Albano non ebbero lunga vita.

### Ramo di Palombara
Più fiorente fu quello dei signori di Palombara, che tramite numerosi matrimoni delle sue donne con i lontani cugini eredi ultimi degli altri rami raccolse tutta l'eredità dei Savelli. Il maggiore rappresentante di questo ramo fu Giovan Battista di Bernardino, capitano di Clemente VII contro i Colonna, colonnello di fanteria al soldo di Carlo V, dal quale ebbe nel 1529 il feudo d'Antrodoco, viceré d'Abruzzo, capitano delle guardie di Paolo III, morto a Firenze nel 1551. Da Giovanni Lucido e Clarice Savelli, sposatasi con dispensa di Alessandro VI, ebbero origine gli ultimi discendenti della famiglia. Di essi Caterina andò sposa a un fratello di papa Giulio III; Troilo fu fatto decapitare da Clemente VIII; Paolo e Federico furono i primi a portare il titolo di principi d'Albano (di cui i Savelli avevano la Signoria già da XII secolo) e sposando le due ultime discendenti del ramo di Ariccia, Caterina e Virginia, riunirono nelle loro mani tutti i diritti della famiglia. Bernardino, figlio di Paolo, sposando Maria Peretti raccolse pure l'eredità della famiglia di Sisto V. Bernardino riceverà nel 1632 il titolo di principe del Sacro Romano Impero, venderà nel 1637 Palombara ai Borghese, e vedrà elevati a ducato nel 1648 Ariccia e nel 1649 Poggio Natio, quest'ultimo pervenuto ai Savelli fin dal 1509. Suo figlio Giulio morì nel 1712 senza discendenti, e sua figlia Margherita portò la fortuna di casa Savelli nella famiglia del marito, il duca Sforza Cesarini. Il maresciallato della Chiesa fu allora trasferito alla famiglia Chigi.
Di questa nobile casata faceva parte anche la principessa Carlotta Savelli (1608-1692). Moglie di Pietro Aldobrandini duca di Carpineto in prime nozze e del patrizio napoletano Scipione Spinelli principe di Cariati in seconde, Carlotta, donna dall'animo pio, quale feudataria di Verzino (attuale provincia di Crotone) regalò ad alcune comunità di terremotati la località Scalzaporri. Il paese che ne nacque venne chiamato Savelli in suo onore, così come anche una via del paese le fu dedicata. Il simbolo stesso del comune di Savelli è lo stemma della nobile famiglia romana.
Massimiliano Savelli Palombara, marchese di Pietraforte (1614–1685), è stato un alchimista e poeta italiano. Fece costruire la famosa Porta Magica di Roma, unica testimonianza di architettura alchemico-magica del mondo occidentale ancora oggi esistente. Gentiluomo ed affezionato amico della regina Cristina di Svezia sin dal suo primo soggiorno romano nel 1655-56, condivideva con la sovrana (che rinunciò al trono di Svezia per abbracciare il cattolicesimo e riparò a Roma in seguito alla sua conversione) la grande passione per l'alchimia e la poesia, come documentato da una serie di poesie manoscritte che il Palombara dedicò ed inviò alla regina di Svezia che poi questa, alla sua morte, lasciò alla Biblioteca Apostolica vaticana.
La famiglia si estinse con Giulio Savelli di Palombara, morto il 5 marzo 1712, a cui per via ereditaria erano confluiti la maggior parte dei titoli e beni degli altri rami man mano estinti.

### Ramo di Giannuzzi Savelli
Il ramo dei Giannuzzi Savelli ebbe origine da Giannozzo, figlio di Antonello Savelli di Albano, che fu condottiero nel regno di Napoli al seguito di Re Ladislao di Durazzo nel XIV secolo. Una volto trasferito, i suoi discendenti patronimizzarono il cognome in Giannuzzi Savelli. Questo ramo si divise in due linee. La prima linea dei Principi di Cerenzia si estinse in Casa Paternò nel XX secolo che ne assunse i titoli. La seconda dei Baroni di Pietramala e Patrizi di Cosenza è ancora fiorente.

## Albero genealogico della famiglia Savelli
|                                                                        |                                                                        |                                                                                             |                                                                                             |                                                                   |                                                                   |                                    |                                                                                       |                                                                                       |                                                                                       |                                                                         |                                     |                                                                             | | |                                                                           | | |                                                                     |                                                                                        |                                                                                        |
|                                                                        |                                                                        |                                                                                             |                                                                                             |                                                                   |                                                                   | Cencio *1075 †?                    |                                                                                       |                                                                                       |                                                                                       |                                                                         |                                     |                                                                             | | |                                                                           | | |                                                                     |                                                                                        |                                                                                        |
|                                                                        |                                                                        |                                                                                             |                                                                                             |                                                                   |                                                                   |                                    |                                                                                       |                                                                                       |                                                                                       |                                                                         |                                     |                                                                             | | |                                                                           | | |                                                                     |                                                                                        |                                                                                        |
|                                                                        |                                                                        |                                                                                             |                                                                                             |                                                                   |                                                                   |                                    |                                                                                       |                                                                                       |                                                                                       |                                                                         |                                     |                                                                             | | |                                                                           | | |                                                                     |                                                                                        |                                                                                        |
|                                                                        |                                                                        |                                                                                             |                                                                                             |                                                                   |                                                                   | Aimerico *1110 †?                  |                                                                                       |                                                                                       |                                                                                       |                                                                         |                                     |                                                                             | | |                                                                           | | |                                                                     |                                                                                        |                                                                                        |
|                                                                        |                                                                        |                                                                                             |                                                                                             |                                                                   |                                                                   |                                    |                                                                                       |                                                                                       |                                                                                       |                                                                         |                                     |                                                                             | | |                                                                           | | |                                                                     |                                                                                        |                                                                                        |
|                                                                        |                                                                        |                                                                                             |                                                                                             |                                                                   |                                                                   |                                    |                                                                                       |                                                                                       |                                                                                       |                                                                         |                                     |                                                                             | | |                                                                           | | |                                                                     |                                                                                        |                                                                                        |
|                                                                        |                                                                        |                                                                                             |                                                                                             |                                                                   | Cencio *1160 †1227 papa Onorio III                                | Cencio *1160 †1227 papa Onorio III | Luca Pandolfo *1170 †1216                                                             | Luca Pandolfo *1170 †1216                                                             |                                                                                       |                                                                         |                                     |                                                                             | | |                                                                           | | |                                                                     |                                                                                        |                                                                                        |
|                                                                        |                                                                        |                                                                                             |                                                                                             |                                                                   |                                                                   |                                    |                                                                                       |                                                                                       |                                                                                       |                                                                         |                                     |                                                                             | | |                                                                           | | |                                                                     |                                                                                        |                                                                                        |
|                                                                        |                                                                        |                                                                                             |                                                                                             |                                                                   |                                                                   |                                    |                                                                                       |                                                                                       |                                                                                       |                                                                         |                                     |                                                                             | | |                                                                           | | |                                                                     |                                                                                        |                                                                                        |
|                                                                        |                                                                        |                                                                                             |                                                                                             |                                                                   |                                                                   |                                    | Luca, I signore di Albano, di Rignano e Palombara *1190 †1266 Giovanna Aldobrandeschi |                                                                                       |                                                                                       |                                                                         |                                     |                                                                             | | |                                                                           | | |                                                                     |                                                                                        |                                                                                        |
|                                                                        |                                                                        |                                                                                             |                                                                                             |                                                                   |                                                                   |                                    |                                                                                       |                                                                                       |                                                                                       |                                                                         |                                     |                                                                             | | |                                                                           | | |                                                                     |                                                                                        |                                                                                        |
|                                                                        |                                                                        |                                                                                             |                                                                                             |                                                                   |                                                                   |                                    |                                                                                       |                                                                                       |                                                                                       |                                                                         |                                     |                                                                             | | |                                                                           | | |                                                                     |                                                                                        |                                                                                        |
|                                                                        |                                                                        |                                                                                             |                                                                                             | Giacomo *1210 †1287 papa Onorio IV                                | Giacomo *1210 †1287 papa Onorio IV                                | Giovanni *1220 †1279               | Giovanni *1220 †1279                                                                  | Pandolfo, II signore di Albano *1230 †1306 Isabella Colonna                           | Pandolfo, II signore di Albano *1230 †1306 Isabella Colonna                           | Mabilia *1231 †1287 Agapito Colonna                                     | Mabilia *1231 †1287 Agapito Colonna |                                                                             | | |                                                                           | | |                                                                     |                                                                                        |                                                                                        |
|                                                                        |                                                                        |                                                                                             |                                                                                             |                                                                   |                                                                   |                                    |                                                                                       |                                                                                       |                                                                                       |                                                                         |                                     |                                                                             | | |                                                                           | | |                                                                     |                                                                                        |                                                                                        |
|                                                                        |                                                                        |                                                                                             |                                                                                             |                                                                   |                                                                   |                                    |                                                                                       |                                                                                       |                                                                                       |                                                                         |                                     |                                                                             | | |                                                                           | | |                                                                     |                                                                                        |                                                                                        |
|                                                                        |                                                                        |                                                                                             |                                                                                             |                                                                   |                                                                   | · Linea estinta                    | · Linea estinta                                                                       | Giacomo, III signore di Albano *1280 †1355? Conti di Cenci                            | Giacomo, III signore di Albano *1280 †1355? Conti di Cenci                            |                                                                         |                                     |                                                                             | | |                                                                           | | |                                                                     |                                                                                        |                                                                                        |
|                                                                        |                                                                        |                                                                                             |                                                                                             |                                                                   |                                                                   |                                    |                                                                                       |                                                                                       |                                                                                       |                                                                         |                                     |                                                                             | | |                                                                           | | |                                                                     |                                                                                        |                                                                                        |
|                                                                        |                                                                        |                                                                                             |                                                                                             |                                                                   |                                                                   |                                    |                                                                                       |                                                                                       |                                                                                       |                                                                         |                                     |                                                                             | | |                                                                           | | |                                                                     |                                                                                        |                                                                                        |
|                                                                        |                                                                        |                                                                                             |                                                                                             |                                                                   |                                                                   |                                    |                                                                                       | Giovanni Battista, IV signore di Albano *1300 †1360 Donna Cenci                       |                                                                                       |                                                                         |                                     |                                                                             | | |                                                                           | | |                                                                     |                                                                                        |                                                                                        |
|                                                                        |                                                                        |                                                                                             |                                                                                             |                                                                   |                                                                   |                                    |                                                                                       |                                                                                       |                                                                                       |                                                                         |                                     |                                                                             | | |                                                                           | | |                                                                     |                                                                                        |                                                                                        |
|                                                                        |                                                                        |                                                                                             |                                                                                             |                                                                   |                                                                   |                                    |                                                                                       |                                                                                       |                                                                                       |                                                                         |                                     |                                                                             | | |                                                                           | | |                                                                     |                                                                                        |                                                                                        |
|                                                                        |                                                                        |                                                                                             |                                                                                             |                                                                   |                                                                   |                                    |                                                                                       | Luca, V signore di Albano *1320 †1390 Lieta da Carrara                                |                                                                                       |                                                                         |                                     |                                                                             | | |                                                                           | | |                                                                     |                                                                                        |                                                                                        |
|                                                                        |                                                                        |                                                                                             |                                                                                             |                                                                   |                                                                   |                                    |                                                                                       |                                                                                       |                                                                                       |                                                                         |                                     |                                                                             | | |                                                                           | | |                                                                     |                                                                                        |                                                                                        |
|                                                                        |                                                                        |                                                                                             |                                                                                             |                                                                   |                                                                   |                                    |                                                                                       |                                                                                       |                                                                                       |                                                                         |                                     |                                                                             | | |                                                                           | | |                                                                     |                                                                                        |                                                                                        |
|                                                                        |                                                                        |                                                                                             |                                                                                             |                                                                   |                                                                   |                                    |                                                                                       | Renzo, VI signore di Albano †1400 Marina Trinci                                       |                                                                                       |                                                                         |                                     |                                                                             | | |                                                                           | | |                                                                     |                                                                                        |                                                                                        |
|                                                                        |                                                                        |                                                                                             |                                                                                             |                                                                   |                                                                   |                                    |                                                                                       |                                                                                       |                                                                                       |                                                                         |                                     |                                                                             | | |                                                                           | | |                                                                     |                                                                                        |                                                                                        |
|                                                                        |                                                                        |                                                                                             |                                                                                             |                                                                   |                                                                   |                                    |                                                                                       |                                                                                       |                                                                                       |                                                                         |                                     |                                                                             | | |                                                                           | | |                                                                     |                                                                                        |                                                                                        |
| SAVELLI di Albano Antonello, VII signore di Albano †1428 Antonia Conti | SAVELLI di Albano Antonello, VII signore di Albano †1428 Antonia Conti |                                                                                             |                                                                                             | SAVELLI di Ariccia Francesco, I signore di Ariccia Vanna Savelli  | SAVELLI di Ariccia Francesco, I signore di Ariccia Vanna Savelli  |                                    | SAVELLI di Rignano Paolo, I signore di Rignano *1340 †1405 Costanza Savelli           | SAVELLI di Rignano Paolo, I signore di Rignano *1340 †1405 Costanza Savelli           |                                                                                       |                                                                         |                                     |                                                                             | | |                                                                           | SAVELLI di Palombara Nicola, I signore di Palombara †1396 Angiola Conti                                     | SAVELLI di Palombara Nicola, I signore di Palombara †1396 Angiola Conti                                     |                                                                     |                                                                                        |                                                                                        |
|                                                                        |                                                                        |                                                                                             |                                                                                             |                                                                   |                                                                   |                                    |                                                                                       |                                                                                       |                                                                                       |                                                                         |                                     |                                                                             | | |                                                                           | | |                                                                     |                                                                                        |                                                                                        |
|                                                                        |                                                                        |                                                                                             |                                                                                             |                                                                   |                                                                   |                                    |                                                                                       |                                                                                       |                                                                                       |                                                                         |                                     |                                                                             | | |                                                                           | | |                                                                     |                                                                                        |                                                                                        |
| Cristoforo, VIII signore di Albano *1420 †1500                         | Cristoforo, VIII signore di Albano *1420 †1500                         |                                                                                             |                                                                                             | Francesco, II signore di Ariccia †1471 Brigida dell'Anguillara    | Francesco, II signore di Ariccia †1471 Brigida dell'Anguillara    | Sabella †1466 Paolo della Valle    | Sabella †1466 Paolo della Valle                                                       | Giovanni Battista, II signore di Rignano †1450 Girolama da Varano                     | Giovanni Battista, II signore di Rignano †1450 Girolama da Varano                     |                                                                         |                                     |                                                                             | | |                                                                           | Buzio, II signore di Palombara †1406 Maria Savelli                                                          | Buzio, II signore di Palombara †1406 Maria Savelli                                                          |                                                                     |                                                                                        |                                                                                        |
|                                                                        |                                                                        |                                                                                             |                                                                                             |                                                                   |                                                                   |                                    |                                                                                       |                                                                                       |                                                                                       |                                                                         |                                     |                                                                             | | |                                                                           | | |                                                                     |                                                                                        |                                                                                        |
|                                                                        |                                                                        |                                                                                             |                                                                                             |                                                                   |                                                                   |                                    |                                                                                       |                                                                                       |                                                                                       |                                                                         |                                     |                                                                             | | |                                                                           | | |                                                                     |                                                                                        |                                                                                        |
| Antimo, IX signore di Albano *1464 †1544                               | Antimo, IX signore di Albano *1464 †1544                               |                                                                                             |                                                                                             | Piergiovanni, III signore di Ariccia *1448 †1473 Leonarda Savelli | Piergiovanni, III signore di Ariccia *1448 †1473 Leonarda Savelli |                                    | Giacomo, III signore di Rignano †1463 Anastasia Orsini senza discendenza              | Giacomo, III signore di Rignano †1463 Anastasia Orsini senza discendenza              | Pandolfo, IV signore di Rignano †1471                                                 | Pandolfo, IV signore di Rignano †1471                                   |                                     |                                                                             | | |                                                                           | Cola, III signore di Palombara *1400 † ?                                                                    | Cola, III signore di Palombara *1400 † ?                                                                    |                                                                     |                                                                                        |                                                                                        |
|                                                                        |                                                                        |                                                                                             |                                                                                             |                                                                   |                                                                   |                                    |                                                                                       |                                                                                       |                                                                                       |                                                                         |                                     |                                                                             | | |                                                                           | | |                                                                     |                                                                                        |                                                                                        |
|                                                                        |                                                                        |                                                                                             |                                                                                             |                                                                   |                                                                   |                                    |                                                                                       |                                                                                       |                                                                                       |                                                                         |                                     |                                                                             | | |                                                                           | | |                                                                     |                                                                                        |                                                                                        |
| Antonello, X signore di Albano *1511 †1577 Virginia Orsini             | Antonello, X signore di Albano *1511 †1577 Virginia Orsini             |                                                                                             | Silvio, IV signore di Ariccia †1515 Elena dell'Anguillara                                   | Silvio, IV signore di Ariccia †1515 Elena dell'Anguillara         | Clarice Lucio Savelli di Rignano                                  | Clarice Lucio Savelli di Rignano   |                                                                                       |                                                                                       | Luca, V signore di Rignano †1515 Donata Orsini Amelia o Aurelia Savelli               | Luca, V signore di Rignano †1515 Donata Orsini Amelia o Aurelia Savelli |                                     |                                                                             | | | Mariano, IV signore di Palombara †1505 Servanzia del Balzo                | Mariano, IV signore di Palombara †1505 Servanzia del Balzo                                                  | Giovanni Battista *1426 †1498 cardinale                                                                     | Giovanni Battista *1426 †1498 cardinale                             |                                                                                        |                                                                                        |
|                                                                        |                                                                        |                                                                                             |                                                                                             |                                                                   |                                                                   |                                    |                                                                                       |                                                                                       |                                                                                       |                                                                         |                                     |                                                                             | | |                                                                           | | |                                                                     |                                                                                        |                                                                                        |
|                                                                        |                                                                        |                                                                                             |                                                                                             |                                                                   |                                                                   |                                    |                                                                                       |                                                                                       |                                                                                       |                                                                         |                                     |                                                                             | | |                                                                           | | |                                                                     |                                                                                        |                                                                                        |
| Cristoforo, XI signore di Albano *1535 †1591 Vittoria Zambeccari       | Cristoforo, XI signore di Albano *1535 †1591 Vittoria Zambeccari       |                                                                                             | Camillo, V signore di Ariccia †1588 Isabella Orsini                                         | Camillo, V signore di Ariccia †1588 Isabella Orsini               |                                                                   |                                    |                                                                                       |                                                                                       | Paolo, VI signore di Rignano †1545 Giovanna Savelli                                   | Paolo, VI signore di Rignano †1545 Giovanna Savelli                     |                                     | Giacomo, V signore di Palombara †1525 Camilla Farnese                       | Giacomo, V signore di Palombara †1525 Camilla Farnese                                                                               | |                                                                           | | |                                                                     | Troilo *1465 †1517 Paola Orsini                                                        | Troilo *1465 †1517 Paola Orsini                                                        |
|                                                                        |                                                                        |                                                                                             |                                                                                             |                                                                   |                                                                   |                                    |                                                                                       |                                                                                       |                                                                                       |                                                                         |                                     |                                                                             | | |                                                                           | | |                                                                     |                                                                                        |                                                                                        |
|                                                                        |                                                                        |                                                                                             |                                                                                             |                                                                   |                                                                   |                                    |                                                                                       |                                                                                       |                                                                                       |                                                                         |                                     |                                                                             | | |                                                                           | | |                                                                     |                                                                                        |                                                                                        |
| Marcantonio, XII signore di Albano *1591 †1638 Ortensia Rotolanti      | Marcantonio, XII signore di Albano *1591 †1638 Ortensia Rotolanti      | Mario, VI signore di Ariccia †1601 Artemisia Savelli                                        | Mario, VI signore di Ariccia †1601 Artemisia Savelli                                        | Silvio *1550 †1599 cardinale                                      | Silvio *1550 †1599 cardinale                                      |                                    |                                                                                       | Onorio, VII signore di Rignano *1540 †1607 Camilla Orsini                             | Onorio, VII signore di Rignano *1540 †1607 Camilla Orsini                             | Luca †1563                                                              | Luca †1563                          | Giovanni Battista, VI signore di Palombara *1506 †1551 Costanza Bentivoglio | Giovanni Battista, VI signore di Palombara *1506 †1551 Costanza Bentivoglio                                                         | |                                                                           | | |                                                                     | Tullo Ostilio †1562 Violante Orsini                                                    | Tullo Ostilio †1562 Violante Orsini                                                    |
|                                                                        |                                                                        |                                                                                             |                                                                                             |                                                                   |                                                                   |                                    |                                                                                       |                                                                                       |                                                                                       |                                                                         |                                     |                                                                             | | |                                                                           | | |                                                                     |                                                                                        |                                                                                        |
|                                                                        |                                                                        |                                                                                             |                                                                                             |                                                                   |                                                                   |                                    |                                                                                       |                                                                                       |                                                                                       |                                                                         |                                     |                                                                             | | |                                                                           | | |                                                                     |                                                                                        |                                                                                        |
| Onorio, XIII signore di Albano †1668 estinzione del ramo               | Onorio, XIII signore di Albano †1668 estinzione del ramo               | Caterina, VII signora di Ariccia *1588 †1639 Paolo Savelli di Palombara estinzione del ramo | Caterina, VII signora di Ariccia *1588 †1639 Paolo Savelli di Palombara estinzione del ramo |                                                                   |                                                                   |                                    |                                                                                       | Lucio, VIII signore di Rignano †1614 Clarice Savelli di Palombara estinzione del ramo | Lucio, VIII signore di Rignano †1614 Clarice Savelli di Palombara estinzione del ramo |                                                                         | Giacomo *1523 †1587 cardinale       | Giacomo *1523 †1587 cardinale                                               | Bernardino I, VII signore di Palombara, I duca di Castelgandolfo *1530 †1596 1. Elena Savelli di Albano 2. Lucrezia dell'Anguillara | Bernardino I, VII signore di Palombara, I duca di Castelgandolfo *1530 †1596 1. Elena Savelli di Albano 2. Lucrezia dell'Anguillara |                                                                           | | |                                                                     | Troilo †1574 Camilla Cesi                                                              | Troilo †1574 Camilla Cesi                                                              |
|                                                                        |                                                                        |                                                                                             |                                                                                             |                                                                   |                                                                   |                                    |                                                                                       |                                                                                       |                                                                                       |                                                                         |                                     |                                                                             | | |                                                                           | | |                                                                     |                                                                                        |                                                                                        |
|                                                                        |                                                                        |                                                                                             |                                                                                             |                                                                   |                                                                   |                                    |                                                                                       |                                                                                       |                                                                                       |                                                                         |                                     |                                                                             | | |                                                                           | | |                                                                     |                                                                                        |                                                                                        |
|                                                                        |                                                                        |                                                                                             |                                                                                             |                                                                   |                                                                   |                                    |                                                                                       |                                                                                       | Federico †1649 Virginia Savelli di Ariccia                                            | Federico †1649 Virginia Savelli di Ariccia                              | Giulio *1574 †1644 cardinale        | Giulio *1574 †1644 cardinale                                                | Giovanni, II duca di Castelgandolfo *1575 †1628 Livia Orsini                                                                        | Giovanni, II duca di Castelgandolfo *1575 †1628 Livia Orsini                                                                        |                                                                           | | Paolo, I principe di Albano *1585 †1632 Caterina Savelli di Ariccia                                         | Paolo, I principe di Albano *1585 †1632 Caterina Savelli di Ariccia | Troilo *1574 †1592 monaco                                                              | Troilo *1574 †1592 monaco                                                              |
|                                                                        |                                                                        |                                                                                             |                                                                                             |                                                                   |                                                                   |                                    |                                                                                       |                                                                                       |                                                                                       |                                                                         |                                     |                                                                             | | |                                                                           | | |                                                                     |                                                                                        |                                                                                        |
|                                                                        |                                                                        |                                                                                             |                                                                                             |                                                                   |                                                                   |                                    |                                                                                       |                                                                                       |                                                                                       |                                                                         |                                     |                                                                             | | |                                                                           | | |                                                                     |                                                                                        |                                                                                        |
|                                                                        |                                                                        |                                                                                             |                                                                                             |                                                                   |                                                                   |                                    |                                                                                       |                                                                                       |                                                                                       |                                                                         |                                     |                                                                             | Camilla *1602 †1668 Pierfrancesco Farnese                                                                                           | Camilla *1602 †1668 Pierfrancesco Farnese                                                                                           | Bernardino II, II principe di Albano *1606 †1658 Felice Damasceni Peretti | Bernardino II, II principe di Albano *1606 †1658 Felice Damasceni Peretti                                   | Fabrizio *1607 †1685 cardinale                                                                              | Fabrizio *1607 †1685 cardinale                                      | Carlotta *1608 †1692 1. Pietro Aldobrandini, duca di Carpineto 2. Scipione II Spinelli | Carlotta *1608 †1692 1. Pietro Aldobrandini, duca di Carpineto 2. Scipione II Spinelli |
|                                                                        |                                                                        |                                                                                             |                                                                                             |                                                                   |                                                                   |                                    |                                                                                       |                                                                                       |                                                                                       |                                                                         |                                     |                                                                             | | |                                                                           | | |                                                                     |                                                                                        |                                                                                        |
|                                                                        |                                                                        |                                                                                             |                                                                                             |                                                                   |                                                                   |                                    |                                                                                       |                                                                                       |                                                                                       |                                                                         |                                     |                                                                             | | |                                                                           | | |                                                                     |                                                                                        |                                                                                        |
|                                                                        |                                                                        |                                                                                             |                                                                                             |                                                                   |                                                                   |                                    |                                                                                       |                                                                                       |                                                                                       |                                                                         |                                     |                                                                             | | Paolo *1622 †1685 cardinale | Paolo *1622 †1685 cardinale                                               | Giulio, III principe di Albano, I principe Savelli *1626 †1712 1. Anna Aldobrandini 2. Caterina Giustiniani | Giulio, III principe di Albano, I principe Savelli *1626 †1712 1. Anna Aldobrandini 2. Caterina Giustiniani |                                                                     | SPINELLI SAVELLI ·                                                                     | SPINELLI SAVELLI ·                                                                     |
|                                                                        |                                                                        |                                                                                             |                                                                                             |                                                                   |                                                                   |                                    |                                                                                       |                                                                                       |                                                                                       |                                                                         |                                     |                                                                             | | |                                                                           | | |                                                                     |                                                                                        |                                                                                        |
|                                                                        |                                                                        |                                                                                             |                                                                                             |                                                                   |                                                                   |                                    |                                                                                       |                                                                                       |                                                                                       |                                                                         |                                     |                                                                             | | |                                                                           | | |                                                                     |                                                                                        |                                                                                        |
|                                                                        |                                                                        |                                                                                             |                                                                                             |                                                                   |                                                                   |                                    |                                                                                       |                                                                                       |                                                                                       |                                                                         |                                     |                                                                             | | | Bernardino III *1653 †1672 Flaminia Pamphili estinzione della casata      | Bernardino III *1653 †1672 Flaminia Pamphili estinzione della casata                                        | Margherita †1690 Giuliano III Cesarini                                                                      | Margherita †1690 Giuliano III Cesarini                              |                                                                                        |                                                                                        |

## Papi
Tra parentesi l'anno di inizio e fine del pontificato:
- Benedetto II (684-685)[2] (continuità genealogica non ancora documentata)
- Gregorio II (715-731)[2] (continuità genealogica non ancora documentata)
- Eugenio II (824-827)[2] (continuità genealogica non ancora documentata)
- Onorio III (1216-1227)
- Onorio IV (1285-1287)

## Cardinali
Tra parentesi è indicato l'anno della nomina a cardinale:
- San Benedetto II (669-731)
- San Gregorio II
- Eugenio Savelli (816) poi papa Eugenio II
- Licinio Savelli (o Sabelli) (circa 1075-prima del 1088)[3]
- Cencio Savelli poi papa Onorio III
- Bertrando Savelli (1216- 1222)
- Giacomo Savelli (1261) poi papa Onorio IV
- Giovanni Battista Savelli (1480)
- Giacomo Savelli (1539)
- Silvio Savelli (1596)
- Giulio Savelli (1615)
- Fabrizio Savelli (1647)
- Paolo Savelli (1664)
- Domenico Savelli (1853)

## Condottieri e uomini d'arme
- san Gavino Savelli (IV secolo)

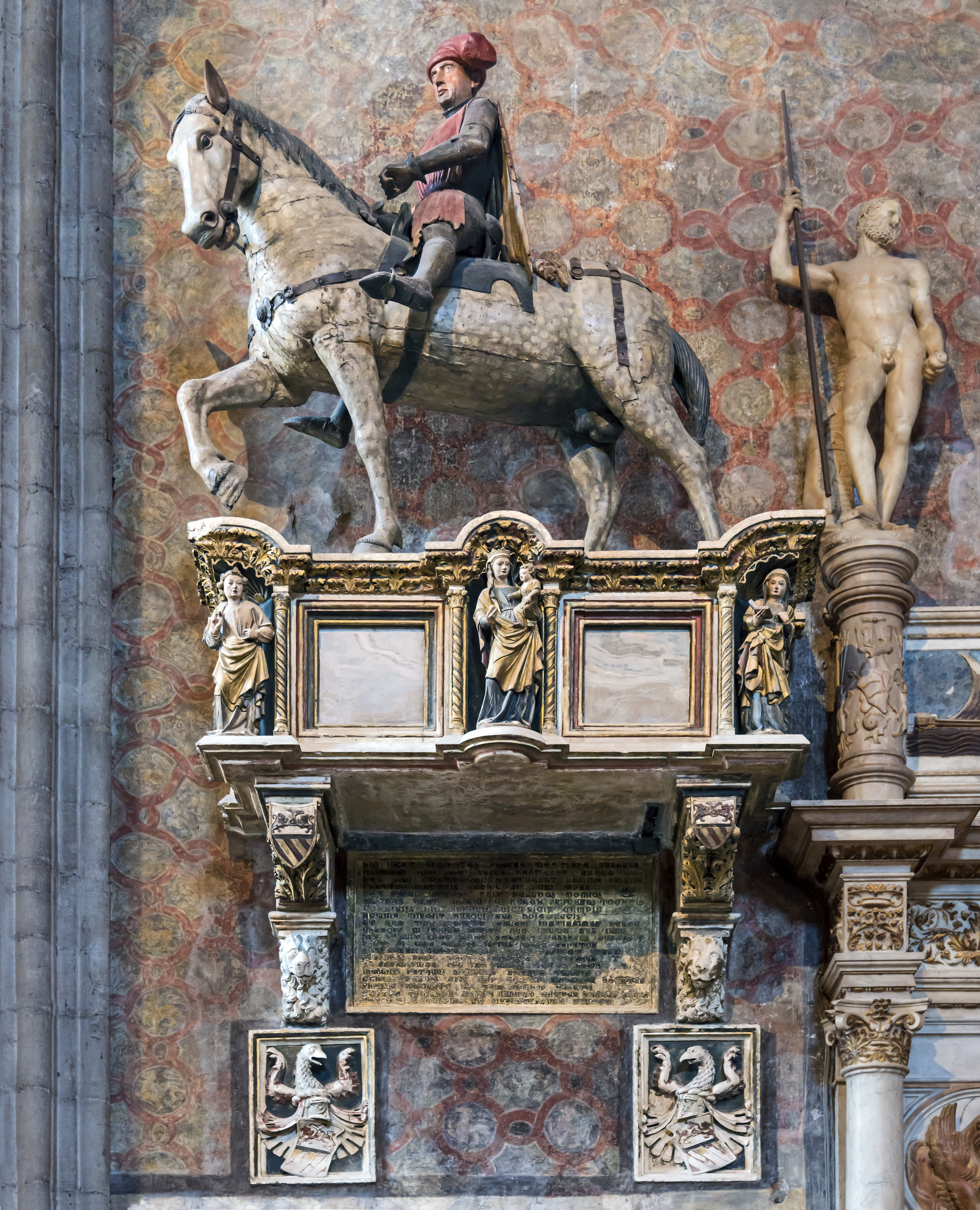
Monumento a Paolo Savelli (1350-1405) Basilica dei Frari Venezia

- Jacopo Savelli (...-1355) di parte guelfa
- Luca Savelli (...-1390) di parte guelfa
- Paolo Savelli (1350-1405)
- Evangelista Savelli (...-1462)
- Antonello Savelli (1450–1498)
- Giovanni Savelli (...-1498)
- Cristorforo Savelli (...-1500)
- Ludovico Savelli (...-1500)
- Onorio Savelli (...-1500)
- Troiano Savelli (...-1510)
- Mariano Savelli (...-1515)
- Paolo Savelli (...-1515)
- Battista Savelli (...-1513)
- Silvio Savelli (...-1515)
- Luca Savelli (...-1515)
- Antonio Savelli (...-1522)
- Jacopo Savelli (...-1525)
- Giovan Battista Savelli (1505-1551)
- Davide Savelli (...-1522)
- Federico Savelli (1583 – 19 dicembre 1649)

## Senatori di Roma
- Luca Savelli (1266) e (1290), nipote di Cencio ossia papa Onorio III
- Pandolfo Savelli (1287), fratello di Giacomo ossia papa Onorio IV

## Casata dei Savelli

### Primi Savelli
- Cencio (1075-?)
- Aimerico (1110-?)
- Luca Pandolfo (1170-1216), fratello di papa Onorio III
- Luca (1190-1266), diviene I signore di Albano

### Signori di Albano
- Luca (1190-1266), I signore di Albano
- Pandolfo (1230-1306), II signore di Albano, fratello di papa Onorio IV
- Giacomo (1280-1355), III signore di Albano
- Giovanni Battista (1300-1360), IV signore di Albano
- Luca (1320-1390), V signore di Albano
- Renzo (m. 1400), VI signore di Albano
- Antonello (m. 1428), VII signore di Albano
- Cristoforo (1420-1500), VIII signore di Albano
- Antimo (1464-1544), IX signore di Albano
- Antonello (1511-1577), X signore di Albano
- Cristoforo (1535-1591), XI signore di Albano
- Marcantonio (1591-1638), XII signore di Albano
- Onorio (m. 1668), XIII signore di Albano

### Signori di Ariccia[4]
- Francesco (?-?), I signore di Ariccia, figlio di Renzo, VI signore di Albano
- Francesco (m. 1471), II signore di Ariccia
- Piergiovanni (1448-1473), III signore di Ariccia
- Silvio (m. 1515), IV signore di Ariccia
- Camillo (m. 1589), V signore di Ariccia
- Mario (m. 1601), VI signore di Ariccia
- Caterina (m. 1632), VII signora di Ariccia, sposa Paolo Savelli, I principe di Albano

Estinzione della linea nella casata dei principi di Albano

### Signori di Rignano (Rignano Flaminio)
- Paolo (1350-1405), I signore di Rignano, figlio di Renzo, VI signore di Albano
- Giovanni Battista (m. 1450), II signore di Rignano
- Giacomo (m. 1463), III signore di Rignano
- Pandolfo (m. 1471), IV signore di Rignano, fratello di Giacomo
- Luca (m. 1515), V signore di Rignano
- Paolo (m. 1545), VI signore di Rignano
- Onorio (1540-1607), VII signore di Rignano
- Lucio (m. 1614), VIII signore di Rignano, vende il feudo di Rignano al cugino Benardino, I duca di Castelgandolfo

Estinzione della linea

### Signori di Palombara
- Nicola (m. 1396), I signore di Palombara, figlio di Renzo, VI signore di Albano
- Buzio (m. 1406), II signore di Palombara
- Cola (n. 1400), III signore di Palombara
- Mariano (m. circa 1496), IV signore di Palombara
- Giacomo (m. 1541), V signore di Palombara
- Giovanni Battista (1505-1551), VI signore di Palombara
- Bernardino (m. 1590), VII signore di Palombara, poi I duca di Castelgandolfo
- Massimiliano (1614–1685), marchese di Pietraforte

### Duchi di Castelgandolfo (1580)
- Bernardino (m. 1590), I duca di Castelgandolfo
- Giovanni (1575-1628), II duca di Castelgandolfo, perde il feudo nel 1604

### Principi di Albano (1607)
- Paolo (m. 1632), I principe di Albano, figlio di Bernardino, I duca di Castelgandolfo
- Bernardino (1606-1658), II principe di Albano
- Giulio (1626-1712), III principe di Albano sino al 1697 poi I principe Savelli

Il feudo di Albano viene venduto per debiti, ma il papa concede a Giulio il titolo di principe sul cognome

### Principi Savelli (1697)
- Giulio (1626-1712), I principe Savelli
  - Bernardino (1653-1672), erede, premorì al padre